# Paris Masters 2017 - Qualificazioni singolare
Le qualificazioni del singolare del Paris Masters 2017 sono state un torneo di tennis preliminare per accedere alla fase finale della manifestazione. I vincitori dell'ultimo turno sono entrati di diritto nel tabellone principale. In caso di ritiro di uno o più giocatori aventi diritto a questi sono subentrati i lucky loser, ossia i giocatori che hanno perso nell'ultimo turno ma che avevano una classifica più alta rispetto agli altri partecipanti che avevano comunque perso nel turno finale.

## Teste di serie
1. Jared Donaldson (primo turno)
2. Jan-Lennard Struff (qualificato)
3. Nikoloz Basilašvili (primo turno)
4. Borna Ćorić (qualificato)
5. Denis Istomin (primo turno, ritirato)
6. João Sousa (qualificato)

1. Guido Pella (primo turno)
2. Daniil Medvedev (primo turno)
3. Peter Gojowczyk (ultimo turno, Lucky loser)
4. Dušan Lajović (primo turno)
5. Thomas Fabbiano (primo turno)
6. Evgenij Donskoj (ultimo turno, Lucky loser)

## Qualificati
1. Jérémy Chardy
2. Jan-Lennard Struff
3. Vasek Pospisil

1. Borna Ćorić
2. Filip Krajinović
3. João Sousa

### Lucky loser
1. Peter Gojowczyk

1. Evgenij Donskoj

## Tabellone

### Legenda
| - Q = Qualificato - WC = Wild card - LL = Lucky loser | - ALT = Alternate - SE = Special Exempt - PR = Protected Ranking | - w/o = Walkover - r = Ritirato - d = Squalificato |

### Sezione 1
|  | Primo turno | Primo turno            | Primo turno | Primo turno | Primo turno |  |  | Ultimo turno | Ultimo turno           | Ultimo turno           | Ultimo turno | Ultimo turno |  |
|  |             |                        |             |             |             |  |  |              |                        |                        |              |              |  |
|  | 1           | Jared Donaldson        | 5           | 7           | 4           |  |  |              |                        |                        |              |              |  |
|  | Alt         | Guillermo García López | 7           | 6(0)        | 6           |  |  | Alt          | Guillermo García López | Guillermo García López | 3            | 4            |  |
|  |             | Jérémy Chardy          | 64          | 6           | 6           |  |  |              | Jérémy Chardy          | Jérémy Chardy          | 6            | 6            |  |
|  | 10          | Dušan Lajović          | 7           | 2           | 4           |  |  |              |                        |                        |              |              |  |

### Sezione 2
|  | Primo turno | Primo turno        | Primo turno        | Primo turno | Primo turno |  |  | Ultimo turno | Ultimo turno       | Ultimo turno       | Ultimo turno | Ultimo turno |  |
|  |             |                    |                    |             |             |  |  |              |                    |                    |              |              |  |
|  | 2           | Jan-Lennard Struff | Jan-Lennard Struff | 7           | 6           |  |  |              |                    |                    |              |              |  |
|  |             | Michail Kukuškin   | Michail Kukuškin   | 65          | 4           |  |  | 2            | Jan-Lennard Struff | Jan-Lennard Struff | 6            | 7            |  |
|  | WC          | Quentin Halys      | Quentin Halys      | 4           | 3           |  |  | 9            | Peter Gojowczyk    | Peter Gojowczyk    | 3            | 64           |  |
|  | 9           | Peter Gojowczyk    | Peter Gojowczyk    | 6           | 6           |  |  |              |                    |                    |              |              |  |

### Sezione 3
|  | Primo turno | Primo turno         | Primo turno        | Primo turno | Primo turno |  |  | Ultimo turno | Ultimo turno       | Ultimo turno       | Ultimo turno | Ultimo turno |  |
|  |             |                     |                    |             |             |  |  |              |                    |                    |              |              |  |
|  | 3           | Nikoloz Basilašvili | 6                  | 3           | 2           |  |  |              |                    |                    |              |              |  |
|  |             | Vasek Pospisil      | 2                  | 6           | 6           |  |  |              | Vasek Pospisil     | Vasek Pospisil     | 6            | 6            |  |
|  | WC          | Paul-Henri Mathieu  | Paul-Henri Mathieu | 6           | 6           |  |  | WC           | Paul-Henri Mathieu | Paul-Henri Mathieu | 3            | 4            |  |
|  | 8           | Daniil Medvedev     | Daniil Medvedev    | 4           | 4           |  |  |              |                    |                    |              |              |  |

### Sezione 4
|  | Primo turno | Primo turno     | Primo turno     | Primo turno | Primo turno |  |  | Ultimo turno | Ultimo turno    | Ultimo turno    | Ultimo turno | Ultimo turno |  |
|  |             |                 |                 |             |             |  |  |              |                 |                 |              |              |  |
|  | 4           | Borna Ćorić     | Borna Ćorić     | 6           | 6           |  |  |              |                 |                 |              |              |  |
|  | WC          | Benjamin Bonzi  | Benjamin Bonzi  | 4           | 3           |  |  | 4            | Borna Ćorić     | Borna Ćorić     | 6            | 6            |  |
|  |             | Andreas Seppi   | Andreas Seppi   | 3           | 2           |  |  | 12           | Evgenij Donskoj | Evgenij Donskoj | 2            | 3            |  |
|  | 12          | Evgenij Donskoj | Evgenij Donskoj | 6           | 6           |  |  |              |                 |                 |              |              |  |

### Sezione 5
|  | Primo turno | Primo turno      | Primo turno      | Primo turno | Primo turno |  |  | Ultimo turno | Ultimo turno     | Ultimo turno | Ultimo turno | Ultimo turno |  |
|  |             |                  |                  |             |             |  |  |              |                  |              |              |              |  |
|  | 5           | Denis Istomin    | 1                | 3           | r           |  |  |              |                  |              |              |              |  |
|  |             | Laslo Đere       | 6                | 3           |             |  |  |              | Laslo Đere       | 7            | 3            | 2            |  |
|  |             | Filip Krajinović | Filip Krajinović | 6           | 6           |  |  |              | Filip Krajinović | 5            | 6            | 6            |  |
|  | 7           | Guido Pella      | Guido Pella      | 4           | 1           |  |  |              |                  |              |              |              |  |

### Sezione 6
|  | Primo turno | Primo turno     | Primo turno    | Primo turno | Primo turno |  |  | Ultimo turno | Ultimo turno | Ultimo turno | Ultimo turno | Ultimo turno |  |
|  |             |                 |                |             |             |  |  |              |              |              |              |              |  |
|  | 6           | João Sousa      | João Sousa     | 6           | 6           |  |  |              |              |              |              |              |  |
|  |             | Norbert Gombos  | Norbert Gombos | 4           | 3           |  |  | 6            | João Sousa   | João Sousa   | 7            | 6            |  |
|  | WC          | Ugo Humbert     | 4              | 6           | 6           |  |  | WC           | Ugo Humbert  | Ugo Humbert  | 5            | 4            |  |
|  | 11          | Thomas Fabbiano | 6              | 3           | 4           |  |  |              |              |              |              |              |  |